# Municipio de Hardy (condado de Sharp)
El municipio de Hardy (en inglés: Hardy Township) es un municipio ubicado en el condado de Sharp en el estado estadounidense de Arkansas. En el año 2010 tenía una población de 1090 habitantes y una densidad poblacional de 17,18 personas por km².

## Geografía
El municipio de Hardy se encuentra ubicado en las coordenadas 36°17′58″N 91°28′3″O / 36.29944, -91.46750. Según la Oficina del Censo de los Estados Unidos, el municipio tiene una superficie total de 63.45 km², de la cual 62,01 km² corresponden a tierra firme y (2,28 %) 1,45 km² es agua.

## Demografía
Según el censo de 2010, había 1090 personas residiendo en el municipio de Hardy. La densidad de población era de 17,18 hab./km². De los 1090 habitantes, el municipio de Hardy estaba compuesto por el 95,96 % blancos, el 0,28 % eran afroamericanos, el 1,65 % eran amerindios, el 0,28 % eran de otras razas y el 1,83 % eran de una mezcla de razas. Del total de la población el 1,01 % eran hispanos o latinos de cualquier raza.